# Kenchammanahalli, Bhadravati
Kenchammanahalli là một làng thuộc tehsil Bhadravati, huyện Shimoga, bang Karnataka, Ấn Độ.